# ULS Airlines Cargo

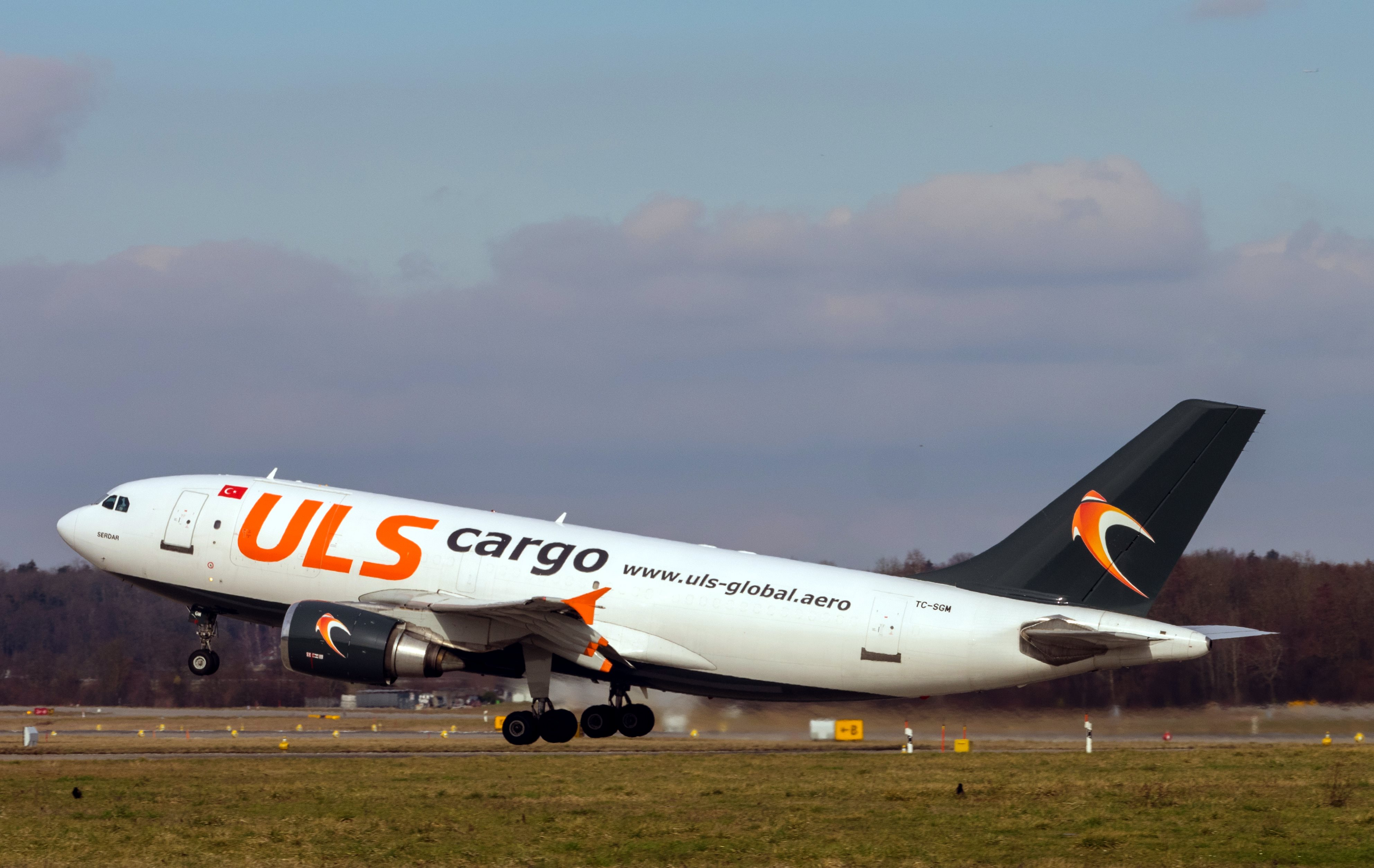
Airbus A310 (TC-SGM) злітає в аеропорту Цюріха в 2016 році

ULS Cargo Airlines (була відома під ім'ям Kuzu Airlines Cargo) — турецька вантажна авіакомпанія. Базовий аеропорт авіакомпанії — Стамбульський аеропорт імені Ататюрка.

## Історія
У 2004 році була створена авіакомпанія Baron Air Cargo. Флот авіакомпанії складався з одного літака Airbus A300. У тому ж році вона була перейменована в Kuzu Cargo Airlines.
У 2008 році Джабраїл Караарслан, один із співзасновників ULS Global, ініціював операцію з придбання авіакомпанії Kuzu Cargo Airlines.
3 липня 2009 авіакомпанія змінила назву на ULS Cargo Airlines.
У грудні 2018 року всі три Airbus A310, що належать ULS Cargo Airlines, були орендовані авіакомпанією Turkish Airlines.
У лютому 2020 року авіакомпанія заявила бажання почати займатися пасажирськими перевезеннями з аеропорту Анталії. Для цього планується придбати два Airbus A330.
Також на початку 2020 року стало відомо про плани придбати Airbus A321.

## Флот
Флот, станом на 2020 рік складається з трьох літаків. Всі вони орендуються авіакомпанією Turkish Airlines.
| ВС               | Експлуатуються | Замовлення | Примітки                    |
| ---------------- | -------------- | ---------- | --------------------------- |
| Airbus A310-300F | 3              | —          | Орендовані Turkish Airlines |
| Разом            | 3              | —          |                             |

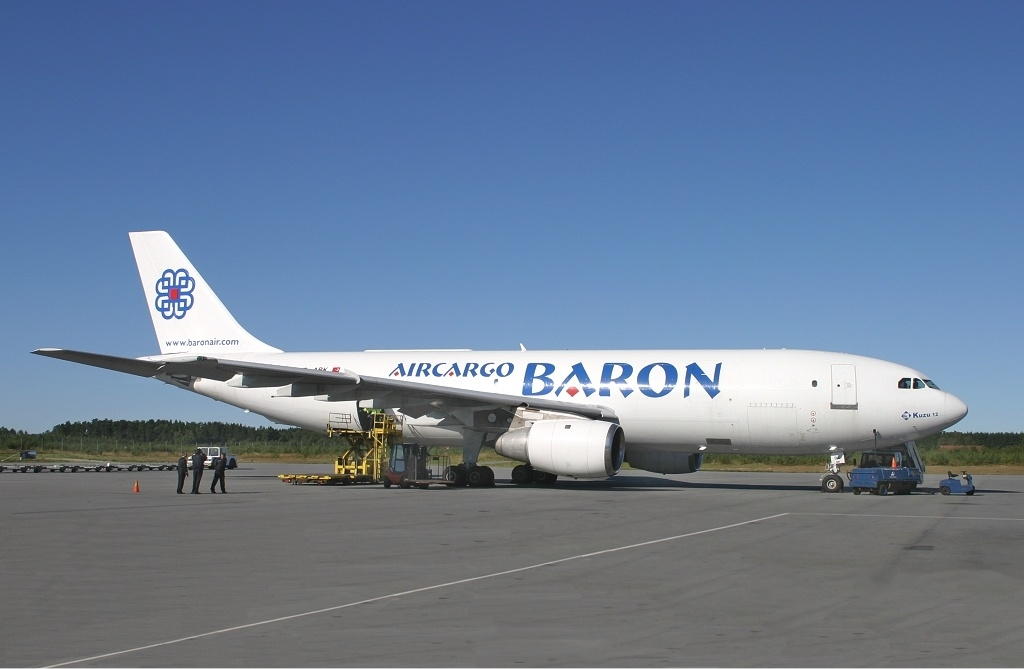
Airbus A300 у лівреї Baron Air Cargo
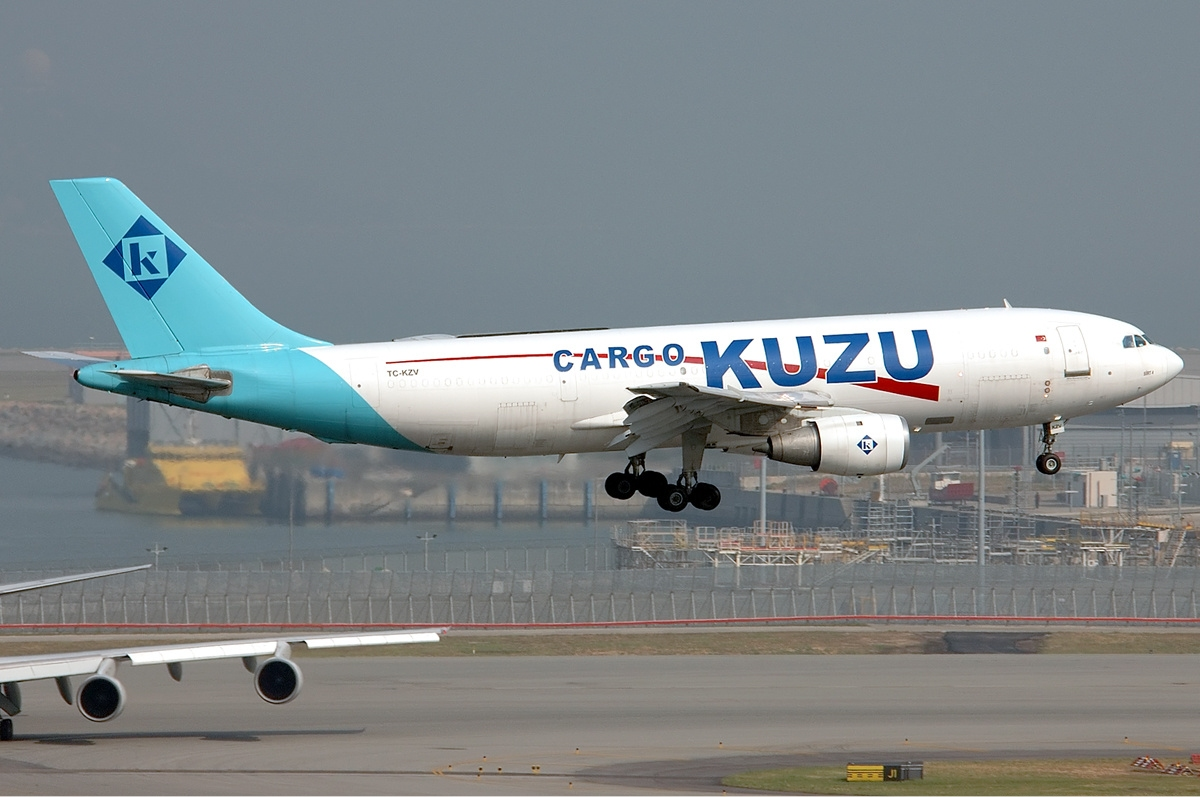
Airbus A300 у лівреї Kuzu Cargo Airlines
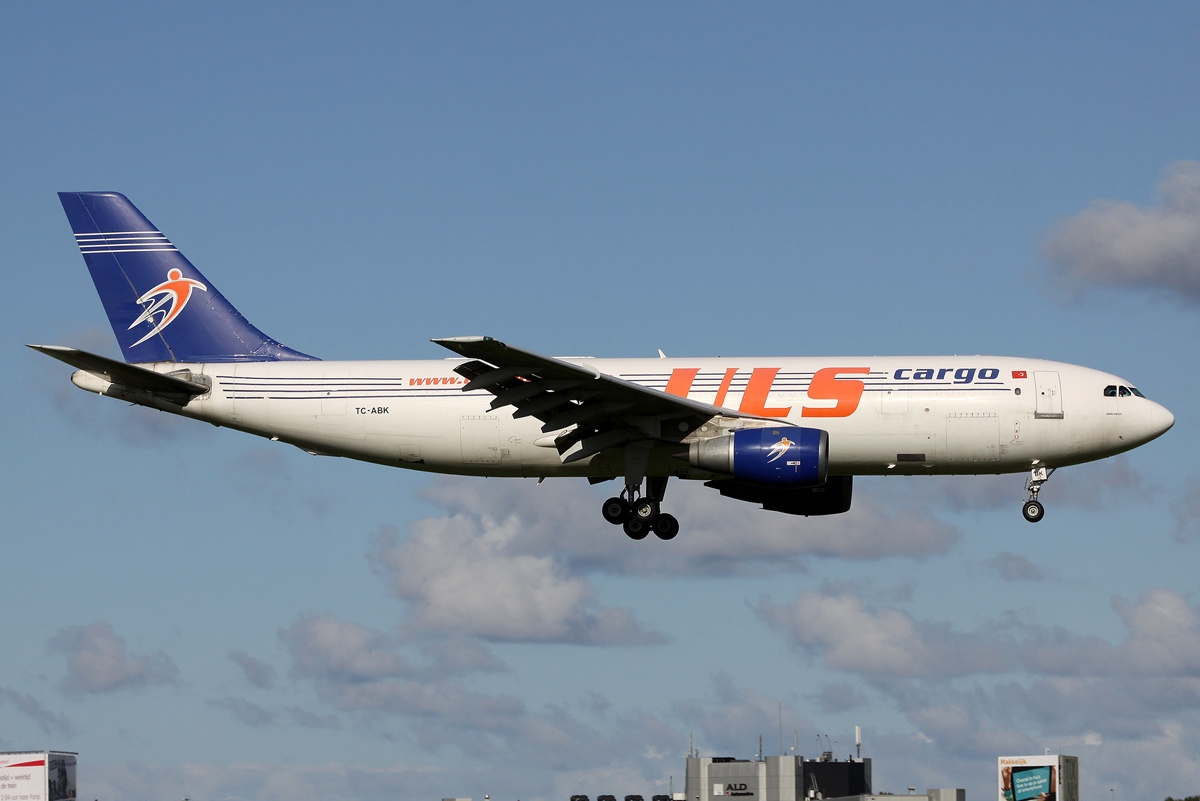
Airbus A300 у старій лівреї ULS Cargo Airlines
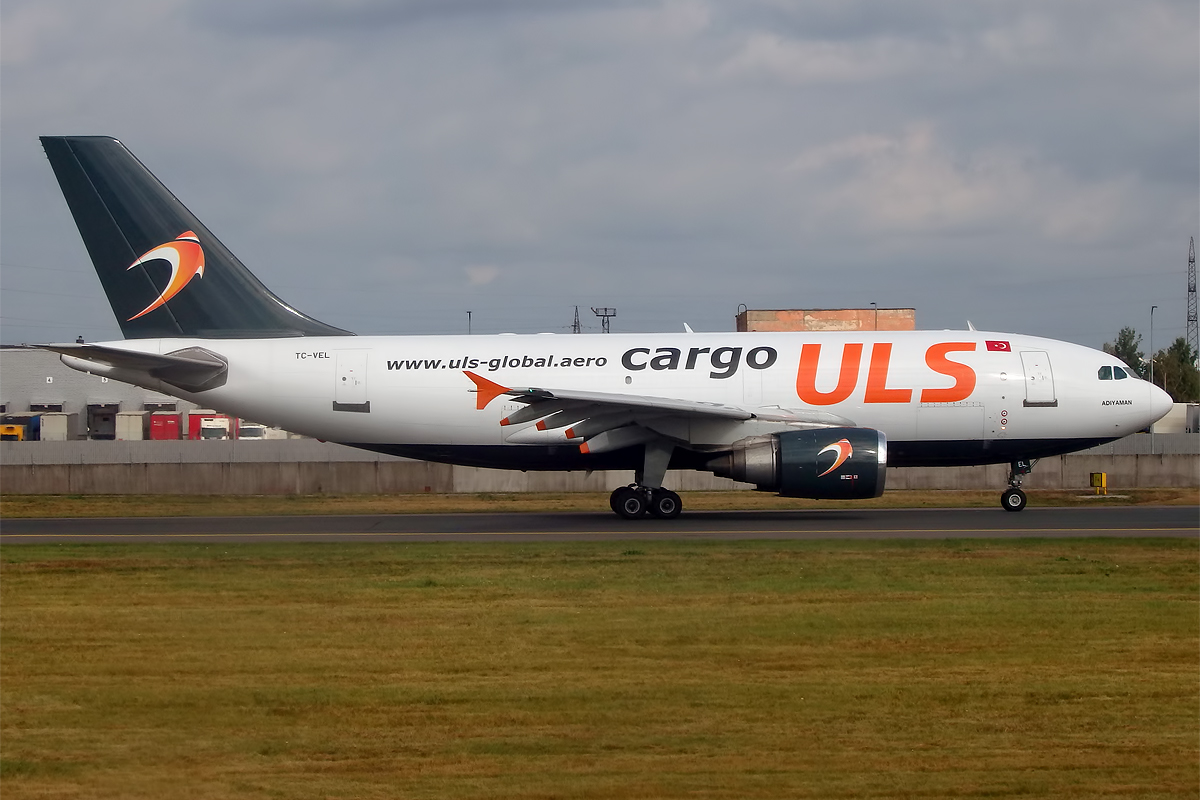
Airbus A310 в новій лівреї ULS Cargo Airlines

## Інциденти та події
- У 2016 році авіакомпанія, як частина ULS Global, підозрювалася в участі у нелегальних схем доставки товару в Росію.[9]